# プチポワン
プチポワン (Petit Point) （プチポアン）は刺繡の一種。18世紀のウィーンで編み出された技法で、拡大鏡を使用して手刺繡で 1 平方センチあたり 121-225 目のテント・ステッチ（ハーフクロスステッチと似ており、布地の裏に多く糸を渡して刺す技法）を施した物をさす。

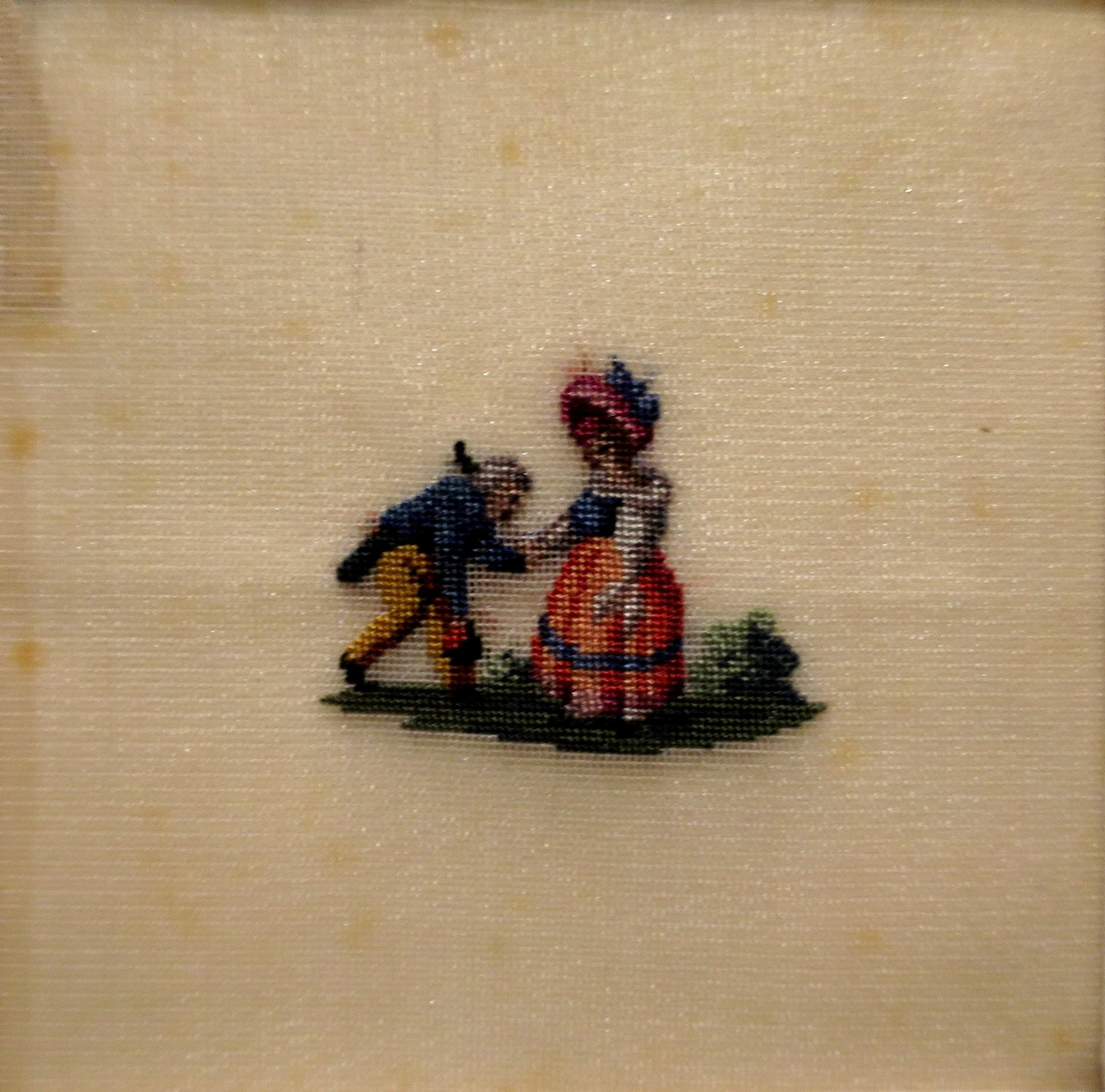
20世紀初頭のオーストリアのプチポワンのミニチュアホノルル美術館蔵

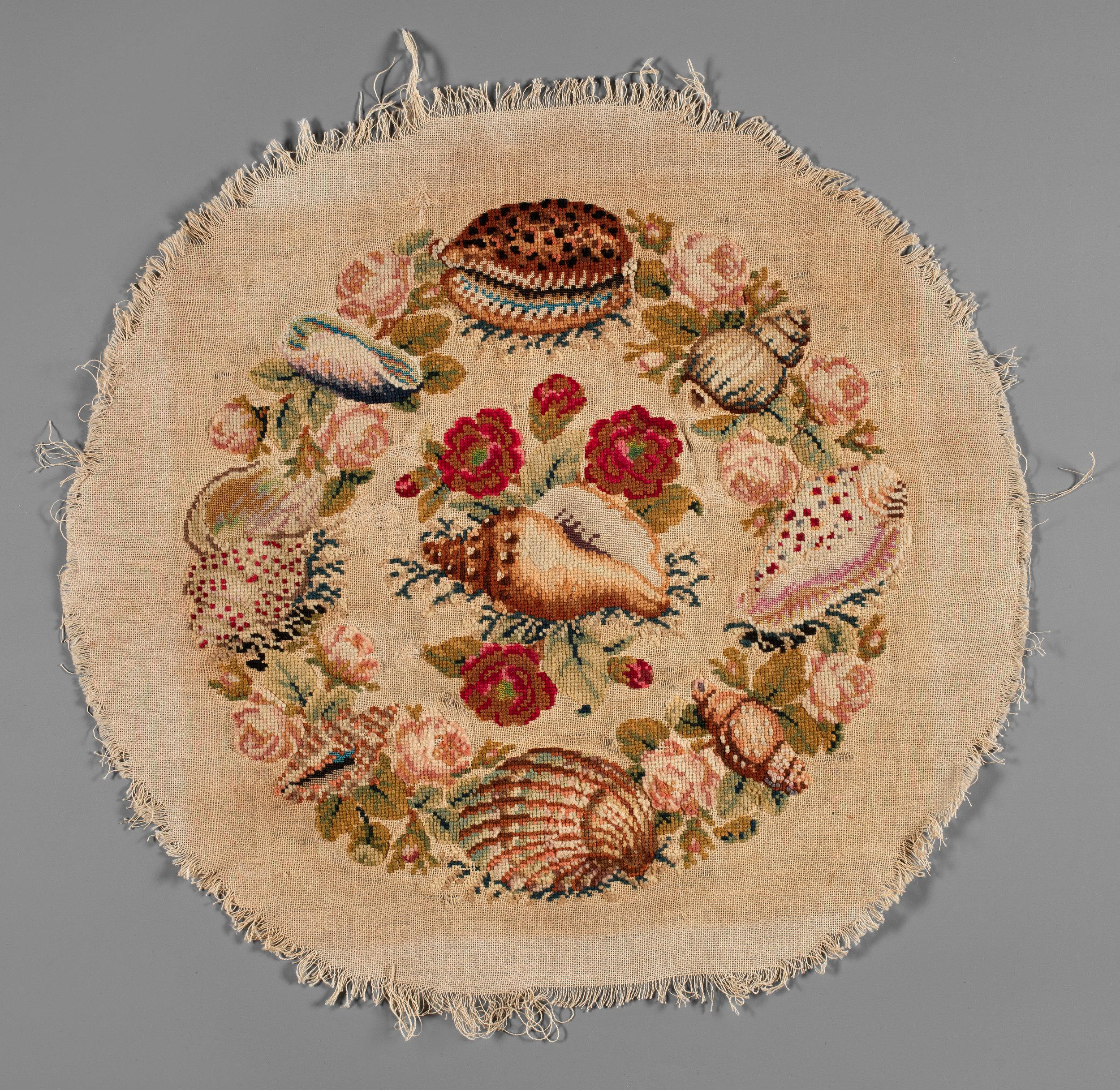
1840年頃プチポワン刺されたビーダーマイヤー刺繍｡ワルシャワ国立美術館蔵

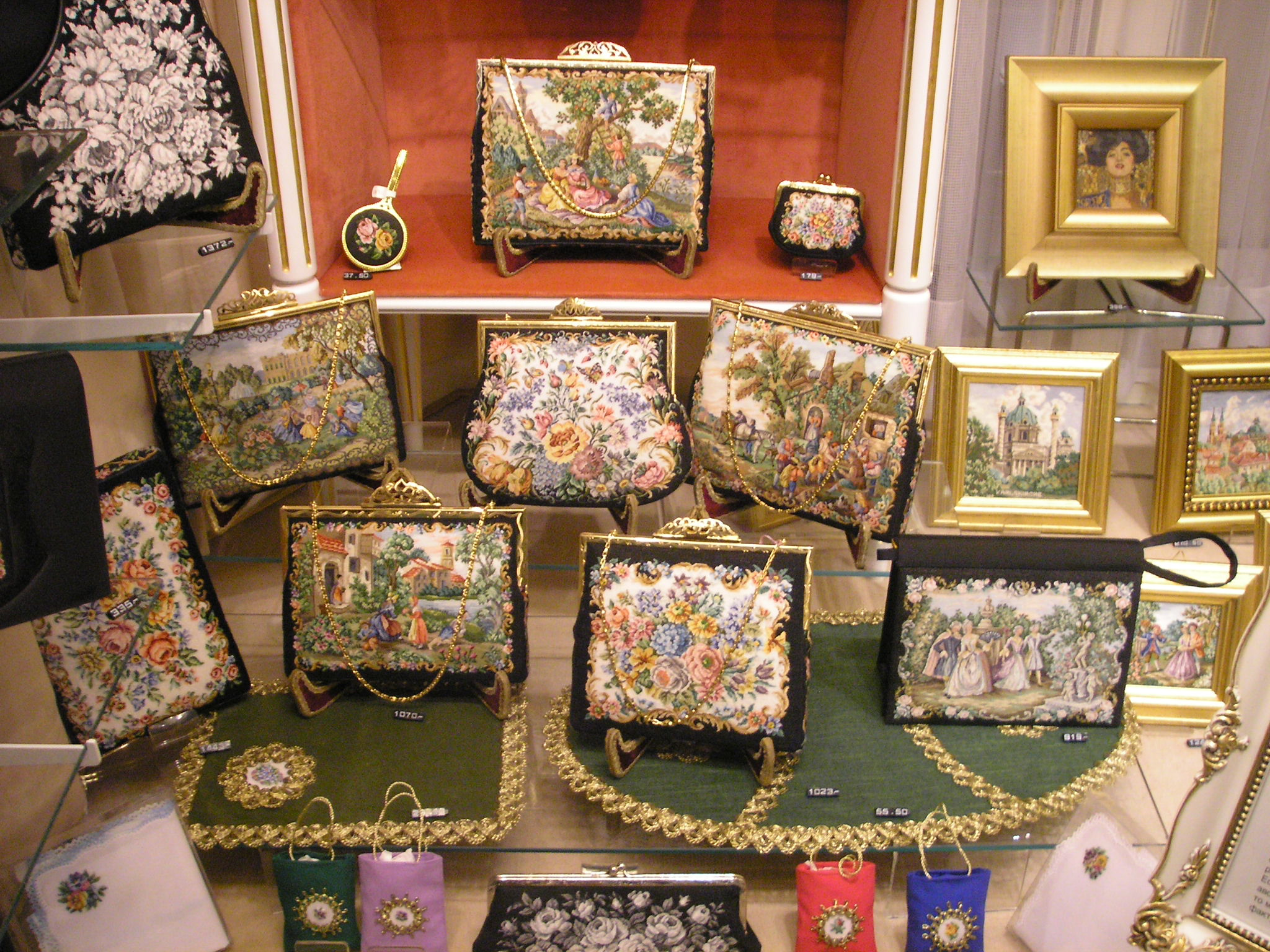
現代作品

目が細かいことから、通常のクロスステッチと異なり、絵画的な表現を行うことができる。ウィーンの伝統刺繡だが、近年では、安価な韓国製機械刺繡のものが多く出回っている。
マリー・アントワネットをはじめ、ハプスブルク家の女性たちが好んだと言われている。
日本では、手芸作家の久家道子がプチポワンに関する本を出版している。
また、小さな宝石や真珠のアクセサリーのことをプチポアンと呼ぶことがある。襟や袖口などにワンポイントとして用いられる。